# La Chapelle-Blanche-Saint-Martin
La Chapelle-Blanche-Saint-Martin è un comune francese di 677 abitanti situato nel dipartimento dell'Indre e Loira nella regione del Centro-Valle della Loira.

## Società

### Evoluzione demografica
Abitanti censiti